# Querétaro
Querétaro là một trong 31 bang, cùng với Quận liên bang, là 32 thực thể Liên bang của México. Nó được chia thành 18 hạt, thủ phủ là thành phố Santiago de Querétaro.
Bang này nằm ở Bắc-Trung Mexico, trong một khu vực được gọi là el Bajío. Bang được bao quanh bởi các bang San Luis Potosí về phía bắc, Guanajuato về phía tây, Hidalgo về phía đông, [[México (bang)|Mexico) về phía đông nam và Michoacán về phía tây nam.

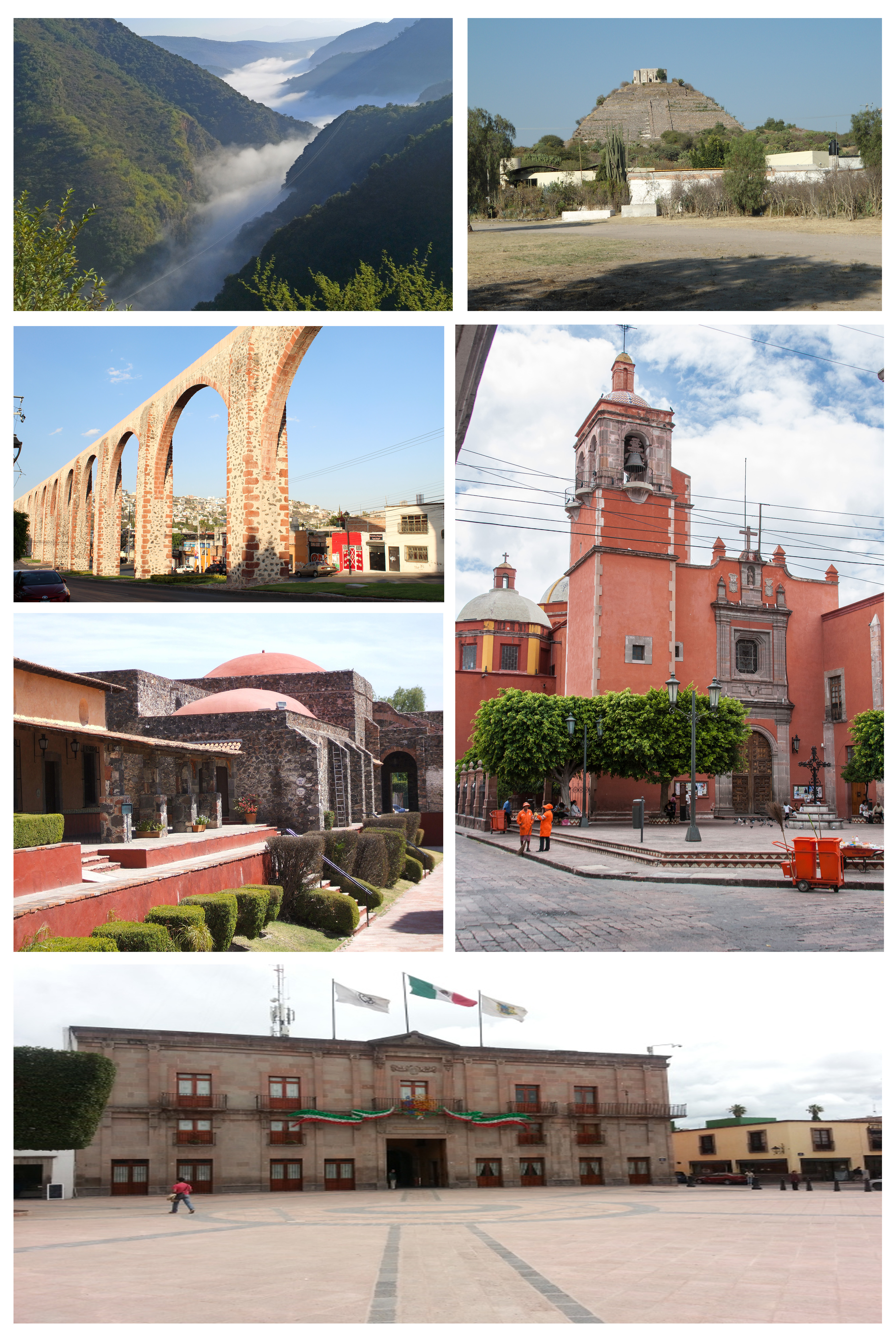
Querétaro